# Cedro di Santa Maria del Cedro
Cedro di Santa Maria del Cedro (Cédrat de Santa-Maria del Cédro) est une AOP calabraise de cédrat pubiée en 2023. L'AOP couvre les communes d'Aieta, Belvedere Marittimo, Bonifati, Buonvicino, Cetraro, Diamante, Grisolia, Maierà, Orsomarso, Papasidero, Praia a Mare, Sangineto, San Nicola Arcella, Santa Domenica Talao, Santa Maria del Cedro, Scalea, Tortora, et Verbicaro dans la province de Cosenza.

## AOP
Seuls deux agrumes bénéficient actuellement du label de qualité européen AOP, les 16 autres sont des IGP. Ce label inclut une notion de savoir faire reconnu de producteurs locaux. L'AOP du 10 mai 2023 a été publiée au JOEU du 17.

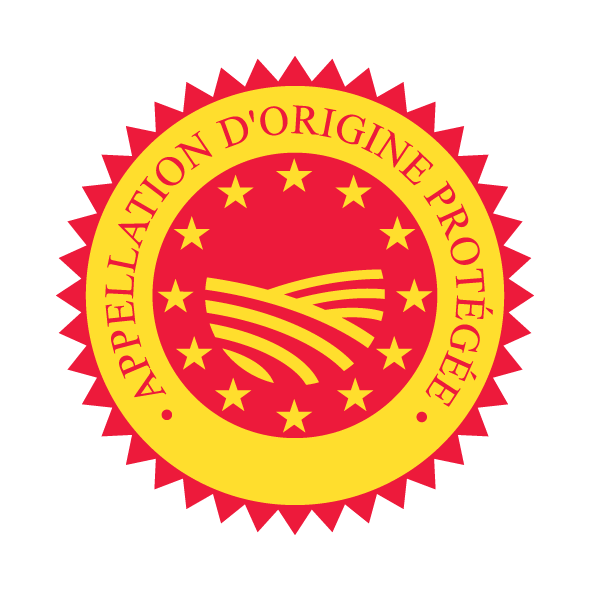
AOP logo européen

Le Consortium de Cedro di Calabria, créé en 1999 a redonné vie à la culture du cédrat, multiplié les produits transformés sur place et travaillé à la reconnaissance des cédrats locaux comme fruit rituel juif.

### Le cahier des charges
Le Cedro di Santa Maria del Cedro est un Citrus medica, L. var. liscia-diamante (peau lisse et brillante). L'albédo représente au minimum 51 % et au maximum 85 %, de la section médiane du fruit, la peau est lisse parfois côtelée, la couleur est verte (jaunissant à maturité), son poids est supérieur à 600 g pour la catégorie I et entre 250 et 600 g pour la catégorie II. Le cahier des charges exige un albédo très régulier, un péricarpe épais, charnu, ferme, une forme ovale ellipsoïde allongée, à apex pétiolé. Le parfum doit être intense.

### Climat tempéré
La demande d'enregistrement décrit le lien entre les facteurs pédoclimatiques typiques de la bande côtière tyrrhénienne de la province de Cosenza et les cédrats dans l'AOP : coloration, forme et consistance de l’écorce. Le cédratier est une plante délicate de climat tempéré doux strict, il demande une température moyenne supérieure à 14 °C avec un maxima de 35 à 40 °C et des minima supérieurs à 0 °C (la plante est gravement affectée à −4 °C) ce qui est le cas de ce climat littoral. Le massif de l’Orsomarso qui protège des vents froids et la côte tyrrhénienne atténuent l’amplitude thermique et maintiennent une humidité atmosphérique favorables. Les sols des cédrières sont alluviaux, pauvres en calcaire, riches en humus. «Ces conditions ont historiquement favorisé la culture et la sélection du Cedro di Santa Maria del Cedro depuis le IIIe siècle» peut-on lire. Ces conditions se rencontrent dans des petites zone littorale en Méditerranée productrices de cédrat:  J. Brichet (1931) note que «la culture du cédrat est depuis longtemps pratiquée en Corse, en Sardaigne, en Sicile, en basse Albanie, en Crête, à Rhodes, dans les îles Cyclades de Naxos et d'Eubée, les îles Ioniennes, en Messénie ». La seconde composante de l'AOC est la tradition agricole locale.

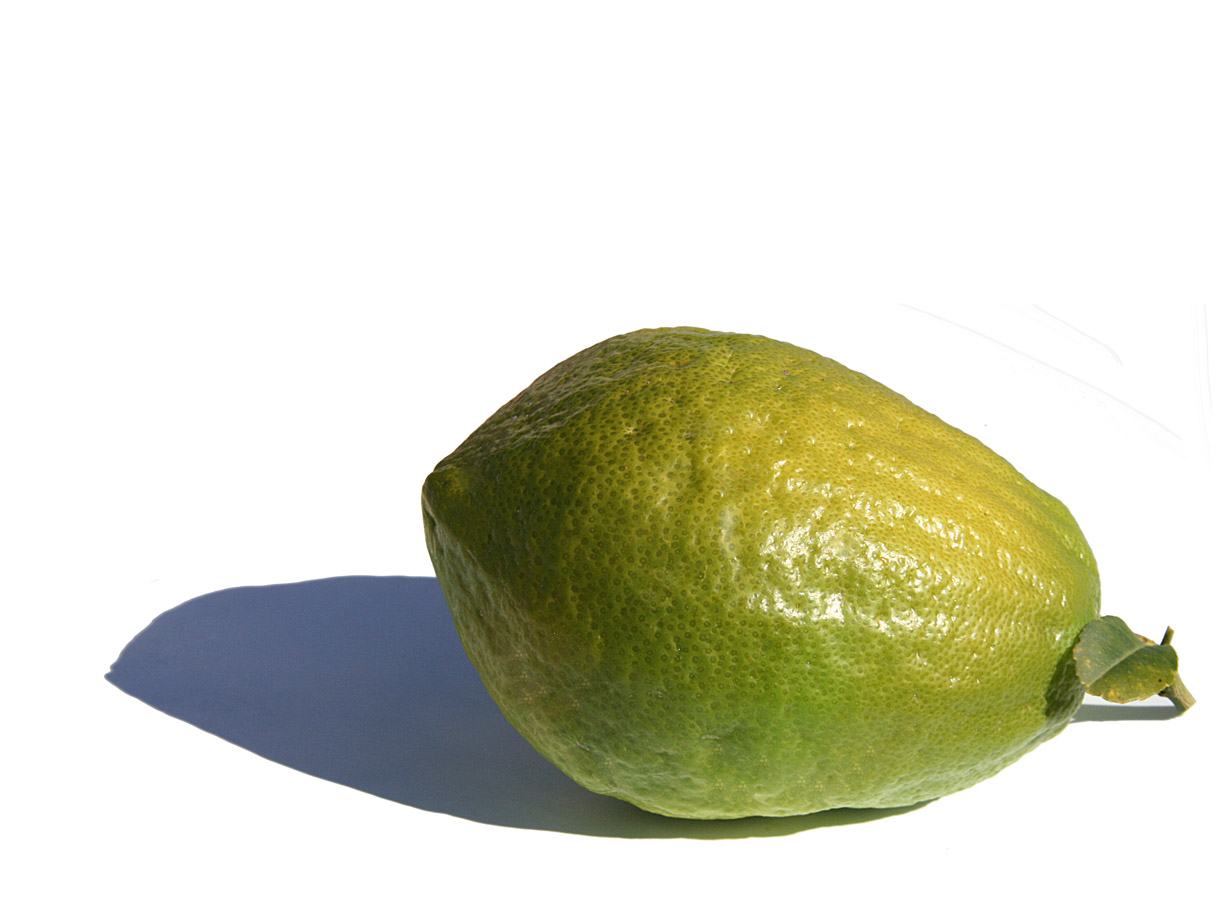
Cédrat Diamante exempt de piqure et de brûlure

### Technique agrumicole
Les plantes sont conduites sur un treillis protecteur des vents - dont les vents froids d'hiver -  l'écorce du fruit est protégée des frottements et piqures, des dermatoses et nécroses qui se produisent spontanément dans les autres formes fruitières. La culture dans ces espaliers limite les brûlures solaires. L'aspect du fruit est excellent, facteur prioritaire des fruits rituels. La reproduction par bouturage produit des clones qui maintiennent le phénotype.
Ce mode de conduite était rapportée pour le cédrat de Corse par Amédée Boitel (1820-1889).

## Transformation
Les principaux produits à base du cédrat de Santa Maria del Cedro sont:
- Liqueur: Amaro Al Cedro Di Santa Maria Del Cedro, Liquore di cedro
- Cédrat confit (Cedro candito): le fruit vert ou jaune est confit dans un sirop de sucre, se consomme en morceaux seul ou dans un panettone ou autres desserts. Les cédrats se confisait aussi au sel pour sa conservation.
- Extrait de cédrat (Estratto di cedro) sirop de cédrat à boire dans l'eau ou dans la granita (sorbet)
- Bitter vert au cédrat: vermouth au cédrat
- Confiture de pulpe de cédrat

Les cédrats sont utilisés dans les marinades et de nombreuses recettes de cuisine italienne.